# 백운기
백운기(白雲起, 1958년 8월 11일 ~ )는 대한민국의 언론인이다.

## 학력
- 살레시오고등학교 졸업
- 조선대학교 법학과 학사
- 전남대학교 대학원 행정학 석사
- 호남대학교 대학원 행정학 박사

## 경력
- 1984년 2월 : KBS 대전방송총국
- 1985년 12월 : KBS 광주방송총국 12기 공채 기자
- KBS 보도국 사회부 기자
- 2000년 : KBS 보도국 정치부 차장
- 2001년 : KBS 보도국 통일부 차장
- 2004년 3월 : KBS 보도본부 국제팀 방콕지국 특파원
- KBS 보도본부 해설위원실 기자
- 2009년 11월 : KBS 사장 비서실장
- 2012년 : KBS 광주방송총국 총국장
- KBS 시사제작국 국장
- 2014년 5월 ~ 2014년 5월 : KBS 보도국 국장
- 2014년 5월 ~ 2018년 12월 : KBS 보도본부 해설위원실 해설위원
- 프리랜서 방송인
- 2018년 12월 ~  2022년 6월 : MBN 뉴스와이드 앵커(진행자)

## 진행

### 텔레비전
- 1998년 : KBS 2TV 《공개수배 사건 25시》
- 1998년 : KBS 1TV 《KBS 뉴스 9 주말》
- 1999년 : KBS 1TV 《KBS 뉴스 9 평일》대리진행
- 2000년 : KBS 1TV 《KBS 뉴스광장 평일》대리진행
- 2001년 : KBS 1TV 《남북의 창》
- 2001년 : KBS 1TV 《KBS 뉴스라인 평일》
- 2002년 : KBS 1TV 《KBS 뉴스광장 평일》대리진행
- 2014년 : KBS 1TV 《KBS 뉴스광장 해설위원》
- 2014년 : KBS 1TV 《KBS 뉴스라인 이슈와 해설》
- 2018년 : MBN 《MBN 뉴스와이드》

### 라디오
- 2007년 : KBS 제1라디오 《안녕하십니까 백운기입니다》
- 2016년 : KBS 제1라디오 《KBS 공감토론》
- 2021년 : kbc My FM 《백운기의 시사1번지》

### 뉴미디어
- 스픽스 - 백운기의 정치본색(2023년 1월 2일 ~ 2023년 12월 7일)
- 백운기의 정어리TV - 백운기의 정치1번지 (2023년 12월 20일 ~ 현재)

## 수상
- 1998년 한국기자협회 이달의 기자상
- 1998년 방송기자협회 이달의 방송기자상